# José Montiel
José Arnulfo Montiel Núñez (Itaguá, 1988. március 19. –) paraguayi válogatott labdarúgó, aki jelenleg a Club Nacional játékosa.